# Lockheed L-188 Electra

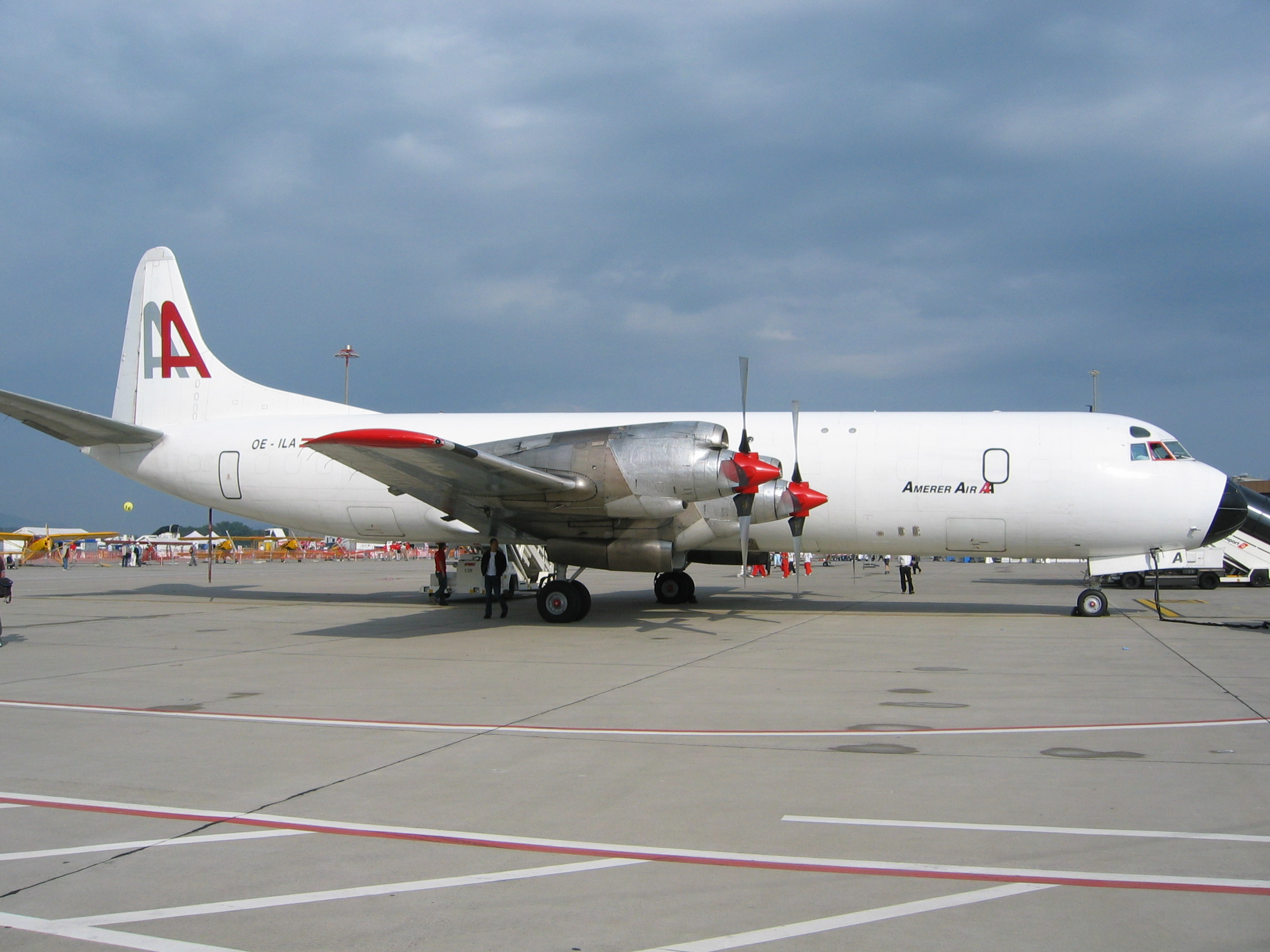
Frachtversion der Lockheed L-188 Electra der österreichischen Amerer Air

Die Lockheed L-188 Electra ist ein viermotoriges Turboprop-Flugzeug für den Personen- und Frachttransport auf Kurz- und Mittelstrecken. Sie war das einzige große amerikanische Passagier-Verkehrsflugzeug mit Propellerturbinenantrieb und wurde von 1957 bis 1961 von den Lockheed-Werken in den USA gebaut.

## Entwicklung
Die ersten Projektstudien für die L-188 Electra begannen Mitte der 1950er Jahre, als zwei der führenden US-Fluggesellschaften, American Airlines und Eastern Air Lines, Bedarf für einen solchen Flugzeugtyp als Ersatz für die Douglas DC-6 und die Lockheed-Constellation-Familie anmeldeten.
Die mit dem Bau des militärischen Transporters C-130 Hercules gemachten Erfahrungen beim Einsatz mit großer Nutzlast von kurzen Startbahnen führten dazu, dass Lockheed für den Antrieb des neuen Musters ebenfalls Propellerturbinen vorsah. Lockheed schlug 1954 American Airlines unter der Typenbezeichnung CL-303 einen von vier Dart- oder Eland-Triebwerken angetriebenen Schulterdecker vor; doch erwies sich dieses Projekt als zu klein. Auch der Tiefdecker CL-310, der mit vier Allison-PTL-Turbinen ausgerüstet werden sollte, erfüllte nicht die Bedingungen der Fluggesellschaft. Im Januar 1955 gaben American Airlines schließlich ein detailliertes Pflichtenheft bekannt, auf welches die Lockheed-Werke mit einer vergrößerten Ausführung der CL-310, welche die neue Typenbezeichnung L-188 und den Namen Electra 11 erhielt, antworteten. American Airlines erteilten einen Auftrag über 35 Flugzeuge, gefolgt von Eastern Air Lines mit vierzig Maschinen. Als der erste von zwei Prototypen (N1881) am 6. Dezember 1957 seinen Erstflug durchführte, standen bereits 144 Bestellungen in den Auftragsbüchern.
Der zweite Prototyp (N1882) flog erstmals am 13. Februar 1958. Ein weiteres Flugzeug (N1883), als dritter Prototyp bezeichnet, folgte am 19. August 1958 und diente als aerodynamischer Prototyp für den Hochseeaufklärer P3V-1 Orion (später P-3) der United States Navy. Alle drei Maschinen wurden von Triebwerken des Typs Allison 501-D13 mit je 3.750 WPS (2.756 WkW) Startleistung angetrieben, einer Zivilversion des militärischen Triebwerks T56, das in der Hercules zum Einbau kam. Am 22. August 1958 wurde der L-188 die Luftverkehrszulassung erteilt, so dass im Oktober desselben Jahres die ersten Serienflugzeuge mit der Bezeichnung L-188A an American Airlines und Eastern Air Lines abgeliefert werden konnten.
Auf die L-188A folgte die L-188C mit knapp 1.400 kg höherem Startgewicht und vergrößerter Treibstoffkapazität. Als Antrieb wurden die verbesserten Allison-501-D15-Triebwerke eingebaut.
Auf der Basis der Electra wurde die P3V Orion entwickelt, die 1962 in P-3 umbenannt wurde und noch heute im Einsatz ist.

## Geschichte
Die Electra repräsentiert – wie auch die britischen Bristol Britannia, Vickers Vanguard oder die sowjetische Tupolew Tu-114 – die höchste Entwicklungsstufe der propellergetriebenen Verkehrsflugzeuge: Dank des Turboprop-Antriebs (Gasturbinen statt Kolbenmotoren treiben die Propeller an) erreichte sie Reisegeschwindigkeiten von mehr als 600 km/h bei niedrigem Treibstoffverbrauch und Reichweiten über 4.000 km. Trotzdem wurde sie zum kommerziellen Misserfolg, da Anfang der 1960er Jahre bereits Strahlflugzeuge für Mittelstrecken (etwa die Boeing 727 und die Convair CV-880) zur Verfügung standen. So wurden lediglich 170 Exemplare der Electra gebaut.
Angeboten wurde die Electra in der Mittelstreckenvariante L-188A und in einer L-188C (inoffiziell Super Electra) genannten Version mit vergrößerter Reichweite.
Die L-188A hat ein maximales Startgewicht von 51.257 kg und ist für Streckensegmente bis zu 4.400 km ausgelegt.
Bei der L-188C wurde das maximale Startgewicht auf 52.665 kg gesteigert; das Muster kann Streckensegmente von 5.600 km bedienen.
Die letzten beiden produzierten Electras absolvierten im Juni 1961 ihre Erstflüge und wurden kurz darauf an Northwest Airlines ausgeliefert. Es waren die Werknummern 1142 und 1144. Letzte Auslieferung war am 25. August 1961 die Werknummer 1147 an Trans Australia Airlines.
Insgesamt wurden mit den Prototypen 170 Electras gebaut. Von der L-188A wurden 115 Einheiten gefertigt, von der L-188C entstanden 55. Die Fertigung der Electra lief im Sommer 1960 aus.
Für die US-Marine wurden 647 Exemplare der Variante Lockheed P-3 Orion als U-Boot-Jäger und Seeaufklärer hergestellt. Damit wurde die Produktion des Grundmusters bis zum April 1990 aufrechterhalten. Weitere 107 Flugzeuge wurden durch Kawasaki für die japanische Marine in Lizenz gebaut.
Bereits bald nach Indienststellung im Januar 1959 fielen zwischen Februar 1959 und März 1960 drei Electras rätselhaften Abstürzen zum Opfer, bei denen insgesamt 162 Insassen getötet wurden und nur (in einem Fall) acht überlebten.
Diese Unfälle führten im Frühjahr 1960 zur Einschränkung der Höchstgeschwindigkeit durch die amerikanische Luftfahrtbehörde FAA. Als Ursache dieser mysteriösen Unfälle entpuppten sich zu schwach konstruierte Triebwerksaufhängungen, welche die Vibrationen der Turboprop-Motoren nicht ausreichend dämpften. Diese Vibrationen konnten sich dann auf die Tragflächen übertragen, deren Struktur ihnen auf Dauer nicht standhielt.
Nachdem bei allen Flugzeugen umfangreiche Verstärkungen an den Triebwerksgondeln und an der Flügelstruktur vorgenommen worden waren, konnte die Geschwindigkeitsbeschränkung im Januar 1961 wieder aufgehoben werden.
Bis dahin aber hatte Lockheed sehr viel Geld und die Kunden das Vertrauen in den Typ verloren.

## Betreiber und Einsatz

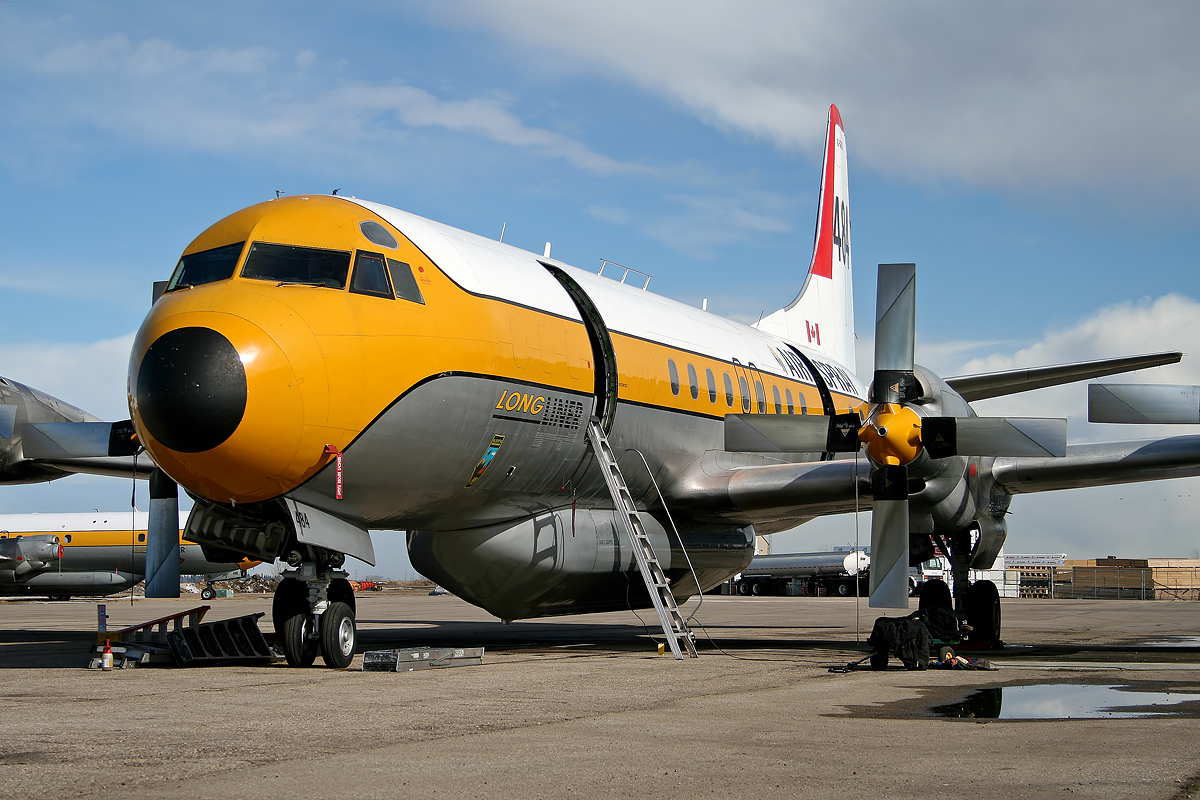
Eine Lockheed L-188C der kanadischen Gesellschaft Air Spray auf dem Vorfeld des Flughafens Red Deer Regional. Unter dem Rumpf ist der etwa 12.000 Liter fassende Löschtank zu sehen

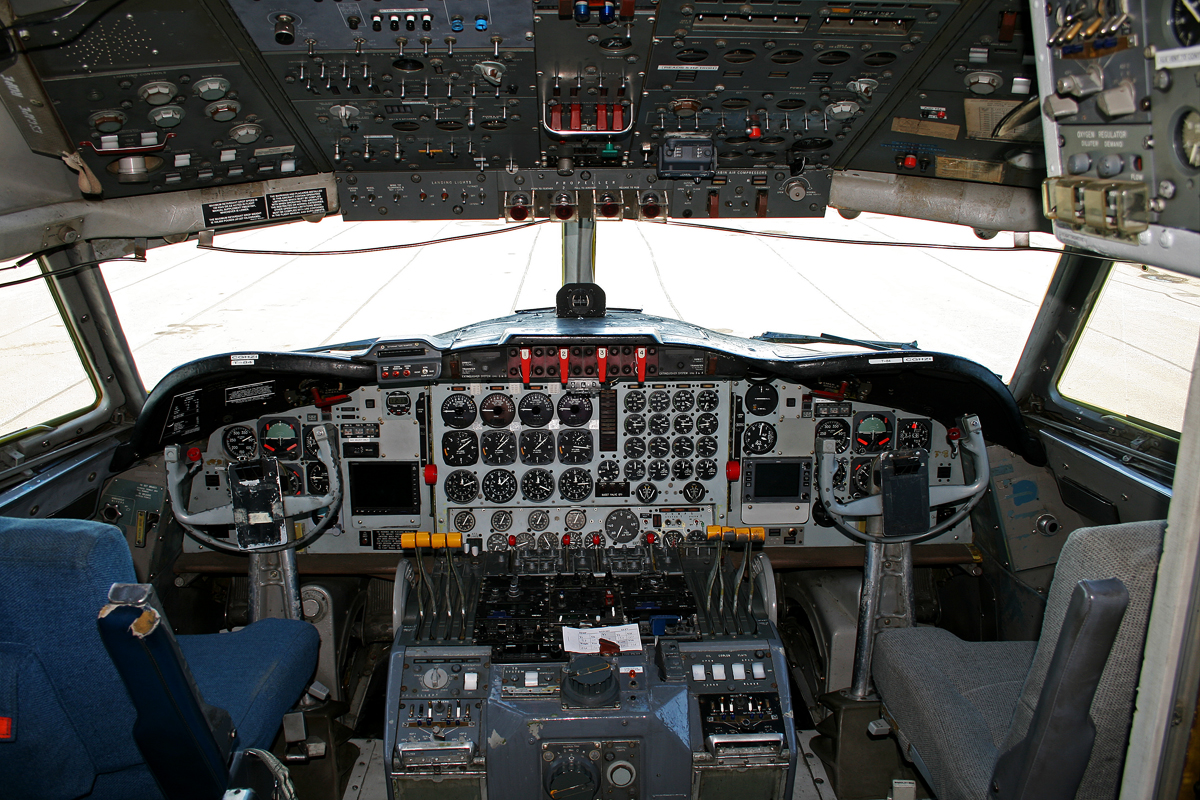
Cockpit einer Lockheed L-188C Electra

In den USA gingen die meisten Maschinen an große Fluggesellschaften wie Eastern Air Lines (35 L-188A und 5 L-188C), American Airlines (35 L-188A), Northwest Airlines (18 L-188C) und National Airlines (14 L-188A). Weitere fabrikneue Exemplare wurden dort erworben von Western Airlines (12 L-188A), Braniff (9 L-188A und 1 L-188C), Pacific Southwest Airlines (1 L-188A und 3 L-188C).
Auslandslieferungen erfolgten an die niederländische KLM (12 L-188C), die australischen Qantas (4 L-188C), Ansett (3 L-188A) und Trans Australia Airlines (3 L-188A), Garuda Indonesia (3 L-188C) sowie Tasman Empire Airways aus Neuseeland (3 L-188C) und Cathay Pacific (2 L-188A) aus Hongkong.
Am 12. Januar 1959 begann Eastern mit dem Einsatz des neuen Flugzeugmusters auf den Routen von New York nach Miami und Montreal, gefolgt von American am 23. Januar 1959 auf der Strecke New York–Chicago. Als erster Auslandskunde erhielt die australische Ansett-ANA im März 1959 die von ihr bestellten Electras.
Die ersten L-188C erhielten die Northwest Airlines. Als einzige europäische Fluggesellschaft bestellte die niederländische KLM die L-188C und das erste Exemplar (PH-LLA „Mercurius“) wurde im Dezember 1959 in Betrieb genommen. Bei der KLM blieb die Electra bis 1969 im Liniendienst, bevor sie von der Douglas DC-9 ersetzt wurde.
Die brasilianische Varig setzte insgesamt 15 Electras im Passagier-Liniendienst ein, überwiegend auf der „Ponte Aerea“ zwischen den Flughäfen Rio de Janeiro/Santos Dumont und Sao Paulo/Congonhas, beide sehr innenstadtnah gelegen. Die letzten wurden im Januar 1992 außer Dienst gestellt.
Als allerletzte Fluggesellschaft setzte Reeve Aleutian Airways Passagiervarianten der Electra bis zu ihrem Konkurs im Dezember 2000 ein.
Ab Mitte der 1970er Jahre wurden die meisten Electras, an die 100, zu reinen Frachtflugzeugen mit großen Ladetoren umgerüstet. Von diesen Maschinen, je nach Serie als L-188AF oder L-188CF bezeichnet, stehen heute noch (Stand: Januar 2014) rund zwanzig in den USA und Kanada (z. B. Buffalo Airways) im Einsatz.
In Europa war die britische Atlantic Airlines der letzte Betreiber dieses Flugzeugmusters (bis zum 27. April 2013).
Die auf Löschflüge spezialisierte Gesellschaft Air Spray betreibt (Stand: März 2015) neun für den Feuerlöscheinsatz modifizierte L-188 Electra. Sie tragen unter dem Rumpf Löschtanks (siehe Bild).
Gebrauchte Maschinen wurden auch in Europa durch verschiedene Fluggesellschaften betrieben, meist als Frachter. Hierzu zählten Channel Express, Falconair (Passagierversion) und Falcon Aviation (beide Schweden), Fred Olsen (Norwegen) sowie Iscargo (Island).

## Zwischenfälle
Es gab seit Indienststellung 59 Totalverluste dieses Musters, bei denen insgesamt 1037 Personen getötet wurden: Beispiele:
- Am 3. Februar 1959 starben beim Unfall einer Lockheed L-188A Electra der American Airlines (Luftfahrzeugkennzeichen N6101A) 65 der 73 Personen an Bord, als die Piloten einen zu steilen Landeanflug auf den New Yorker Flughafen La Guardia durchführten und die Maschine etwa 1500 Meter vor der Landebahn in den East River flogen. Dies war der erste Totalschaden einer Electra.[5]

- Am 29. September 1959 brach eine Lockheed L-188 Electra der Braniff International Airways (N9705C) auf dem planmäßigen Flug von Houston nach Dallas in der Luft auseinander. Der Unfall wurde durch Vibrationen der Propeller verursacht. Alle 34 Insassen fanden den Tod (siehe auch Braniff-International-Airways-Flug 542).

- Am 17. März 1960 brach eine Lockheed L-188 Electra der Northwest Airlines (N121US) auf dem planmäßigen Flug von Minneapolis nach Miami in der Luft auseinander. Der Unfall wurde erneut durch Vibrationen der Propeller verursacht. Alle 63 Insassen fanden den Tod (siehe auch Northwest-Airlines-Flug 710).

- Am 14. September 1960 streifte das Hauptfahrwerk einer L-188A Electra der American Airlines (N6127A) kurz vor der Landebahn am Flughafen New York-LaGuardia einen unmarkierten Deich. Alle 76 Insassen überlebten; die Maschine wurde irreparabel beschädigt.[6]

- Am 4. Oktober 1960 verunglückte eine L-188A Electra der Eastern Air Lines (N5533) nach dem Start vom Flughafen Boston (Massachusetts, USA) wegen eines Vogelschlags, der zum Ausfall von zwei Triebwerken geführt hatte. Von den 72 Personen an Bord kamen 62 ums Leben.[7]

- Am 12. Juni 1961 flog eine aus Rom kommende L-188C der KLM (PH-LLM) im Anflug auf den Flughafen Kairo-International vier Kilometer vor der Landebahn in einen Hügel, der nur 60 Meter höher als der Flughafen ist. Die Maschine war auf dem Weg nach Karatschi und Kuala Lumpur. Von den 36 Insassen kamen 20 ums Leben.[8]

- Am 17. September 1961 geriet eine L-188C der US-amerikanischen Northwest Airlines (N137US) nach dem Abheben vom Flughafen Chicago O’Hare (Illinois, USA) in einen immer weiter zunehmenden Querneigungswinkel nach rechts. Aus der maximal erreichten Höhe von etwa 80 Metern sank das Flugzeug zu Boden, schlug mit einer Querneigung von 85° neben einer Eisenbahnlinie auf und wurde zerstört. Die Unfallursache war das Versagen des primären Querruder-Steuerungssystems aufgrund eines unsachgemäßen Austauschs der Querruder-Verstärkungseinheit durch Wartungsmechaniker, was zum Verlust der Kontrolle über das Flugzeug führte. Alle 37 Insassen, fünf Besatzungsmitglieder und 32 Passagiere, wurden getötet.[9]

- Am 22. April 1966 stürzte eine L-188C der US-amerikanischen American Flyers Airline (N183H), mit der ein militärischer Charterflug durchgeführt wurde, im Endanflug auf Ardmore (USA) ab. Vermutlich erlitt der Kapitän einen Herzinfarkt, auf den der Kopilot nicht schnell genug reagierte. Von den 98 Personen an Bord kamen 83 ums Leben.[10]

- Am 16. Februar 1967 setzte eine L-188C der Garuda Indonesia (PK-GLB) beim Landeversuch auf dem Flughafen Manado (Indonesien) 50 Meter vor dem Landebahnanfang mit hoher Sinkgeschwindigkeit auf. Das Fahrwerk brach zusammen, das Flugzeug rutschte auf dem Bauch weiter und fing Feuer. Von den 92 Insassen kamen 22 Passagiere ums Leben.[11]

- Am 3. Mai 1968 stürzte eine L-188A der Braniff Airways (N9707C) auf dem Flug von Houston nach Dallas in der Nähe von Dawson, Texas, während eines schweren Gewitters ab, nachdem die Besatzung kurz zuvor eine 180°-Kurve eingeleitet hatte. Dabei geriet die Maschine aufgrund der extremen Turbulenzen außer Kontrolle; beim Abfangversuch wurde sie bei 4,35 g überlastet, woraufhin sie auseinanderbrach. Bei dem Unfall starben alle 80 Passagiere und 5 Besatzungsmitglieder.[12]

- Am 9. August 1970 fiel bei einer L-188A der peruanischen LANSA (OB-R-939) während des Startlaufs auf dem Flughafen Cusco das rechte innere Triebwerk aus. Nach dem Abheben geriet die Maschine in eine steile Schräglage und stürzte aus etwa 100 m Höhe ab. Von den 100 Insassen starben 99 sowie zwei Menschen am Boden.[13]

- Am 24. Dezember 1971 zerbrach eine L-188A auf dem LANSA-Flug 508 (OB-R-941) aufgrund strukturellen Versagens in der Luft, nachdem das Flugzeug in ein Gewitter eingeflogen war. Die Maschine wurde von einem Blitz getroffen, der zu einem Brand in der rechten Tragfläche führte. Von den an Bord befindlichen Personen starben 91, einzige Überlebende war die 17-jährige deutsche Passagierin Juliane Koepcke.[14]

- Am 27. August 1973 wurde eine L-188A der Aerocondor Colombia (HK-777) etwa 12 Kilometer südöstlich des Zielflughafens Bogotá-Eldorado in einen Berg geflogen. Alle 42 Insassen wurden getötet.[15]

- Am 30. Oktober 1974 wurde eine Lockheed L-188 Electra der Panarctic Oils (CF-PAB) beim Rea Point Airfield in der kanadischen Arktis kurz vor der Landung gegen das vereiste Meer geflogen. Zwei Besatzungsmitglieder konnten sich retten, bevor die Maschine im Eismeer unterging. Die übrigen 32 Insassen der Maschine starben (siehe auch Panarctic-Oils-Flug 416).[16][17]

- Am 10. Juli 1975 drehte ein Frachtflugzeug des Typs L-188AF Electra der Aerocondor Colombia (HK-1976) kurz nach dem Abheben vom Flughafen Bogota-Eldorado plötzlich nach rechts, sank zurück und stürzte in eine Douglas DC-6 der Aerocosta (HK-756). Beide Flugzeuge fingen Feuer und wurden zerstört. Zwei der vier Besatzungsmitglieder an Bord der Electra kamen ums Leben.[18][19]

- Am 18. November 1979 meldeten die Piloten einer auf dem Flug zur Nellis Air Force Base befindlichen Lockheed L-188CF (N859U) der Transamerica Airlines einen Elektronikausfall an Bord, von dem auch die Cockpitinstrumente betroffen waren. Die Maschine geriet in eine unkontrollierte Fluglage und ging in einen steilen Sinkflug über. Beim Versuch das Flugzeug abzufangen, zerbrach es infolge einer strukturellen Überbelastung in der Luft. Die drei Besatzungsmitglieder wurden bei dem Unfall getötet (siehe auch Transamerica-Airlines-Flug 18).[20]

- Am 8. Januar 1981 wurden an einer Lockheed L-188 Electra der SAHSA (HR-SAW) auf dem Flughafen La Aurora ein Triebwerksschaden und ein Defekt des zugehörigen Generators festgestellt. Die Passagiere gingen von Bord und der Kapitän beschloss, die Maschine mit nur drei Triebwerken zu einer Reparatur nach Tegucigalpa zu fliegen. Kurz nach dem Start stürzte die Maschine in ein Wohngebiet in Guatemala-Stadt und ging in Flammen auf. Alle sechs Besatzungsmitglieder – die einzigen Insassen – kamen ums Leben, außerdem wurden 38 Personen am Boden verletzt. Es stellte sich heraus, dass im Anfangssteigflug ein weiterer Generator ausgefallen war, außerdem war die Maschine fehlerhaft getrimmt (siehe auch Flugunfall einer Lockheed L-188 Electra der SAHSA).

- Am 21. Januar 1985 nahmen die zum Galaxy-Airlines-Flug 203, einem Charterflug vom Reno Cannon International Airport nach Minneapolis gestarteten Piloten der L-188C mit dem Kennzeichen N5532, eine Vibration wahr. Während der Umkehrkurve, die sie flogen, um auf der Platzrunde wieder zur Piste zu gelangen, stürzte die Maschine in überzogenem Zustand zwei Minuten nach dem Start ab, dies offensichtlich wegen mangelhafter Überwachung der Instrumente durch mangelnde Koordination der Besatzung. Die Vibration, welche von einer unverschlossenen Klappe für das Bodenstartgerät herrührte, erschwerte es gemäß Untersuchung den Piloten zusätzlich, die spürbaren Effekte eines überzogenen Flugzustands zu erkennen; die Electra verfügte über keinen Stick shaker oder Warnton, welcher die Piloten bei einem Stall hätte warnen können. Von den 6 Besatzungsmitgliedern und 65 Passagieren überlebte nur ein Passagier den Absturz.[21][22]

- Am 12. September 1988 stürzte eine L-188A der TAME Ecuador (HC-AZY) kurz nach dem Start vom Flughafen Lago Agrio (Nueva Loja) ab. Beim Start war das Triebwerk Nr. 2 (links innen) nicht in Betrieb, kurz nach dem Start explodierte das Triebwerk Nr. 1 (links außen) und das Flugzeug stürzte ab. Alle sieben Insassen starben (siehe auch Flugunfall einer Lockheed L-188 Electra der TAME Ecuador am Flughafen Lago Agrio).[23]

- Am 21. März 1990 prallte eine als Frachtflugzeug konfigurierte Lockheed L-188 Electra der TAN Honduras (HR-TNL) im Anflug auf den Flughafen Tegucigalpa-Toncontin 14 Kilometer südlich davon gegen den Berg Cerro de Hula, also denselben Berg, gegen den fünf Monate zuvor auf dem TAN-Flug 414 unter ähnlichen Umständen eine Boeing 727-200 derselben Fluggesellschaft geflogen wurde. Alle drei Insassen wurden bei diesem CFIT (Controlled flight into terrain) getötet (siehe auch Flugunfall einer Lockheed L-188 Electra der TAN 1990).[24]

- Am 18. Dezember 1995 starben 141 der 144 Personen an Bord beim Absturz einer L-188C der kongolesischen Trans Service Airlift (9Q-CRR). Die Maschine war auf einem Flug vom Flughafen Kinshasa-Ndjili nach Angola und um mindestens vierzig Personen überladen, als sie in der Provinz Lunda Norte im Norden Angolas abstürzte. Es handelt sich hierbei um den Absturz dieses Musters mit den meisten Todesopfern (siehe auch Flugunfall einer Lockheed L-188 Electra der Trans Service Airlift).[25]

- Am 8. Februar 1999 starben alle sieben Insassen einer L-188A der Air Karibu (9Q-CDI), die von den kongolesischen Streitkräften gechartert worden war, um Treibstoff, scharfe Munition und Bomben vom Flughafen Kinshasa-Ndjili nach Mbandaka zu transportieren. Bei dem um sechs Tonnen überladenen Flugzeug kam es kurz nach dem Start zu einem Schaden an Triebwerk Nr. 3, welches daraufhin abgestellt werden musste. Der Kapitän versuchte, zum Flughafen zurückzukehren, aber das Flugzeug verlor an Höhe und die Kontrolle ging verloren. Die Maschine stürzte etwa drei Minuten nach dem Start ab. Ein entscheidender Faktor bei dem Unfall war der Umstand, dass eine unterqualifizierte Besatzung eingesetzt wurde: Da kein Erster Offizier anwesend war, erfüllte der Flugingenieur die Aufgaben des Ersten Offiziers und ein Bodenmechaniker die Aufgaben des Flugingenieurs (siehe auch Flugunfall einer Lockheed L-188 Electra der Air Karibu).[26]

## Technische Daten
| Kenngröße             | Daten der L-188A                                                       | Daten der L-188C                                     |
| --------------------- | ---------------------------------------------------------------------- | ---------------------------------------------------- |
| Besatzung             | 3+4                                                                    | 3+4                                                  |
| Passagiere            | 74–98                                                                  | 74–98                                                |
| Länge                 | 31,80 m                                                                | 31,80 m                                              |
| Spannweite            | 30,18 m                                                                | 30,18 m                                              |
| Höhe                  | 10,25 m                                                                | 9,77 m                                               |
| Leermasse             | 26.037 kg                                                              | 25.878 kg                                            |
| max. Startmasse       | 51.257 kg                                                              | 52.665 kg                                            |
| Höchstgeschwindigkeit | 721 km/h                                                               | 721 km/h                                             |
| Reisegeschwindigkeit  | 652 km/h                                                               | 652 km/h                                             |
| Dienstgipfelhöhe      | 8655 m                                                                 | 9150 m                                               |
| Reichweite            | 4458 km                                                                | 5567 km                                              |
| Antrieb               | vier Allison Turboprop 501D-13 (je 2800 kW) oder 501 D-15 (je 3022 kW) | vier Allison Turboprop 501-D15 (je 4050 WPS/2977 kW) |
| Propeller             | vierblättrig                                                           | vierblättrig                                         |